# Favonigobius punctatus
Favonigobius punctatus es una especie de peces de la familia de los Gobiidae en el orden de los Perciformes.

## Hábitat
Es un pez de clima subtropical y demersal.

## Distribución geográfica
Se encuentra en Australia Occidental.

## Observaciones
Es inofensivo para los humanos.